# Microrégion de Japaratuba

Localisation de la microrégion de Japaratuba

La microrégion de Japaratuba est l'une des sept microrégions qui subdivisent l'Est de l'État du Sergipe au Brésil.
Elle comporte 5 municipalités qui regroupaient 53 914 habitants en 2006 pour une superficie totale de 1 465 km².

## Municipalités[1]
- Japaratuba
- Japoatã
- Pacatuba
- Pirambu
- São Francisco